# Luchthaven Sejmtsjan
Luchthaven Sejmtsjan (Russisch: Аэропорт Сеймчан) is een luchthaven gelegen naast de noordelijke kern van de gelijknamige plaats Sejmtsjan in het westen van de Russische oblast Magadan in het noorden van het Russische Verre Oosten. De vluchtstrook wordt redelijk onderhouden, maar is niet in topconditie.
De luchthaven stamt uit het Lend-Lease-programma in de Tweede Wereldoorlog, toen het luchthaven Ojmjakon verbond met luchthaven Zyrjanka.